# Huichapan
Huichapan là một đô thị thuộc bang Hidalgo, México. Năm 2005, dân số của đô thị này là 39734 người.